# Schlotheimia lasiomitria
Schlotheimia lasiomitria är en bladmossart som beskrevs av C. Müller 1897. Schlotheimia lasiomitria ingår i släktet Schlotheimia och familjen Orthotrichaceae. Inga underarter finns listade i Catalogue of Life.